# Matías Molina
Pablo Matías Daniel Molina (Ezeiza, 13 giugno 1993) è un calciatore argentino, difensore dell'Agropecuario.

## Caratteristiche tecniche
È un terzino destro

## Carriera
Cresciuto nel settore giovanile del Tristán Suárez, debutta in prima squadra il 2 dicembre 2012 in occasione dell'incontro di Primera B Metropolitana pareggiato 1-1 contro il Los Andes; negli anni seguenti si consolida in prima squadra e nel 2016 viene prestato al Gimnasia (J) con cui gioca una stagione in Primera B Nacional.
Rientrato al Tristán, vi rimane una stagione prima di trasferirsi all'Atlanta, con cui ottiene la promozione in seconda divisione al termine della stagione 2018-2019.
Nel 2021 viene acquistato dal neopromosso Sarmiento (J) ed il 21 agosto esordisce in Primera División nel match vinto 3-0 contro l'Atl. Tucumán.

## Statistiche

### Presenze e reti nei club
Statistiche aggiornate al 14 settembre 2021.
| Stagione        | Squadra         | Campionato      | Campionato | Campionato | Coppe nazionali | Coppe nazionali | Coppe nazionali | Coppe continentali | Coppe continentali | Coppe continentali | Altre coppe | Altre coppe | Altre coppe | Totale | Totale |
| Stagione        | Squadra         | Comp            | Pres       | Reti       | Comp            | Pres            | Reti            | Comp               | Pres               | Reti               | Comp        | Pres        | Reti        | Pres   | Reti   |
| --------------- | --------------- | --------------- | ---------- | ---------- | --------------- | --------------- | --------------- | ------------------ | ------------------ | ------------------ | ----------- | ----------- | ----------- | ------ | ------ |
| 2012-2013       | Tristán Suárez  | PBM             | 8          | 0          | CA              | 1               | 0               |                    | -                  | -                  |             | -           | -           | 9      | 0      |
| 2013-2014       | Tristán Suárez  | PBM             | 23         | 2          | CA              | 0               | 0               |                    | -                  | -                  |             | -           | -           | 23     | 2      |
| 2014            | Tristán Suárez  | PBM             | 14         | 0          |                 | -               | -               |                    | -                  | -                  |             | -           | -           | 14     | 0      |
| 2015            | Tristán Suárez  | PBM             | 35         | 2          | CA              | 2               | 0               |                    | -                  | -                  |             | -           | -           | 37     | 2      |
| 2016            | Tristán Suárez  | PBM             | 9          | 0          | CA              | 0               | 0               |                    | -                  | -                  |             | -           | -           | 9      | 0      |
| 2016-2017       | Gimnasia (J)    | PBN             | 17         | 0          | CA              | 0               | 0               |                    | -                  | -                  |             | -           | -           | 17     | 0      |
| 2017-2018       | Tristán Suárez  | PBM             | 24         | 1          | CA              | 0               | 0               |                    | -                  | -                  |             | -           | -           | 24     | 1      |
| 2018-2019       | Atlanta         | PBM             | 33         | 0          | CA              | 0               | 0               |                    | -                  | -                  |             | -           | -           | 33     | 0      |
| 2019-2020       | Atlanta         | PBN             | 11         | 0          | CA              | 0               | 0               |                    | -                  | -                  |             | -           | -           | 11     | 0      |
| 2020-2021       | Atlanta         | PBN             | 10         | 1          | CA              | 0               | 0               |                    | -                  | -                  |             | -           | -           | 10     | 1      |
| 2021            | Sarmiento (J)   | PD              | 4          | 0          | CA+CdL          | 1+0             | 0               |                    | -                  | -                  |             | -           | -           | 5      | 0      |
| Totale carriera | Totale carriera | Totale carriera | 188        | 6          |                 | 4               | 0               |                    | -                  | -                  |             | -           | -           | 192    | 6      |